# Suikerplein
Het Suikerplein is een plein in Amsterdam-West, Spaarndammerbuurt.

## Geschiedenis en ligging
Het plein kreeg haar naam per raadsbesluit 2 november 1983 en werd vernoemd naar de Wester Suikerraffinaderij/Wester Suikerfabriek. Deze suikerfabriek stond op een eiland in een binnenhaven aan het Westerkanaal met de Van Noordtgracht en Le Mairegracht om de fabriek heen. De buurt was voor wat betreft inkomsten afhankelijk van de fabriek als werkgever; personeel kon per brug 154 vanaf de Van Noordtstraat direct het fabrieksterrein op. De Van Noordtstraat ging toen nog direct over in de noordelijke Van Noordtkade.
Bij de sanering van de terreinen en omliggende wijk in 1983/1984 verdween de oorspronkelijke bebouwing, de brug en de grachten werden verlegd. Het Suikerplein kwam te liggen op deels de opgespoten oude gracht en een deel van het ingekorte fabrieksterrein. Het plein vormt sindsdien de verbinding tussen Van Noordtstraat en –kade. Het plein kreeg in brug 1909 een nieuwe oeververbinding tussen plein en kade.
Het plein dient grotendeels als speelplein.

## Gebouwen

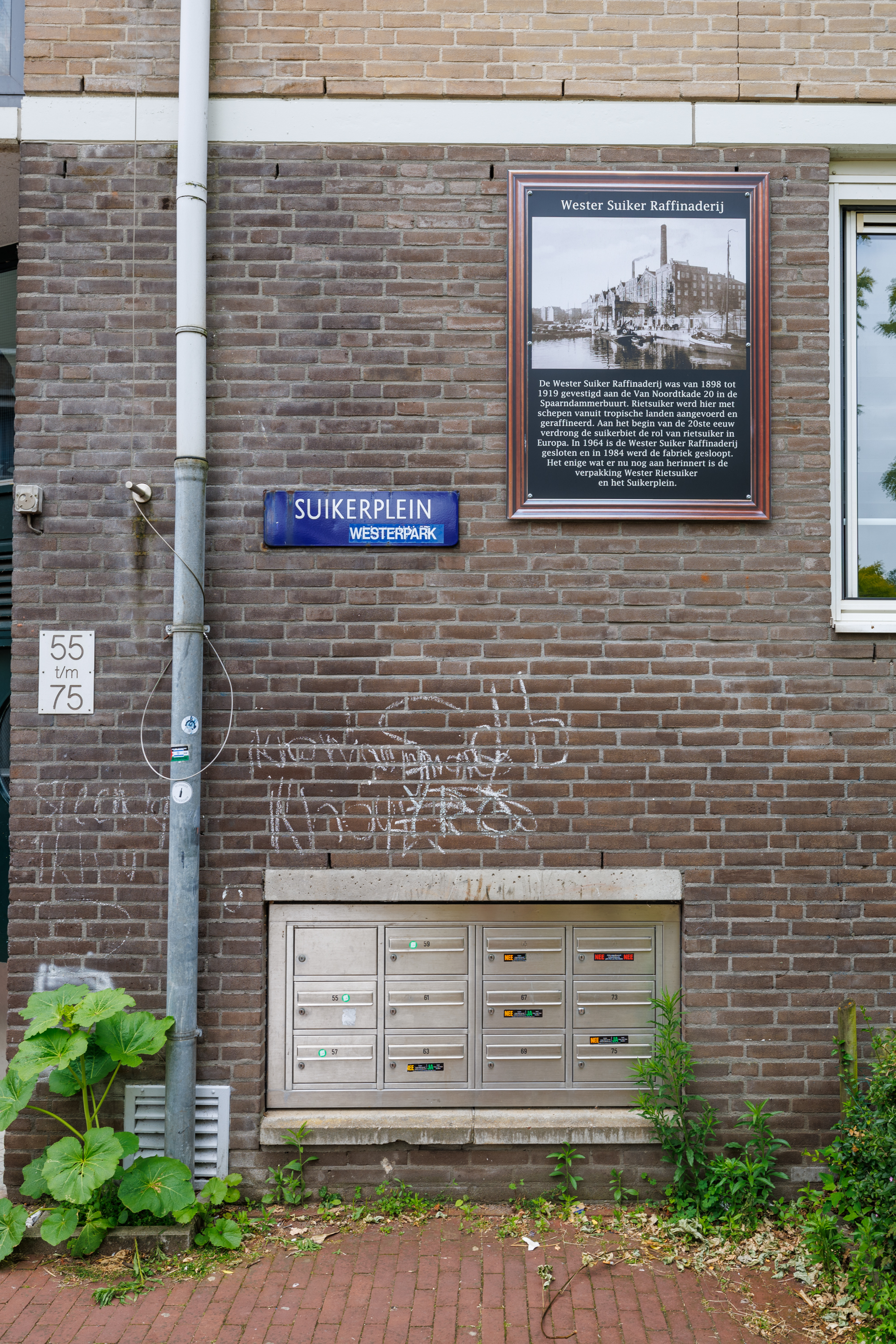
Herinneringsbord aan de voormalige suikerfabriek welke op dit terrein stond

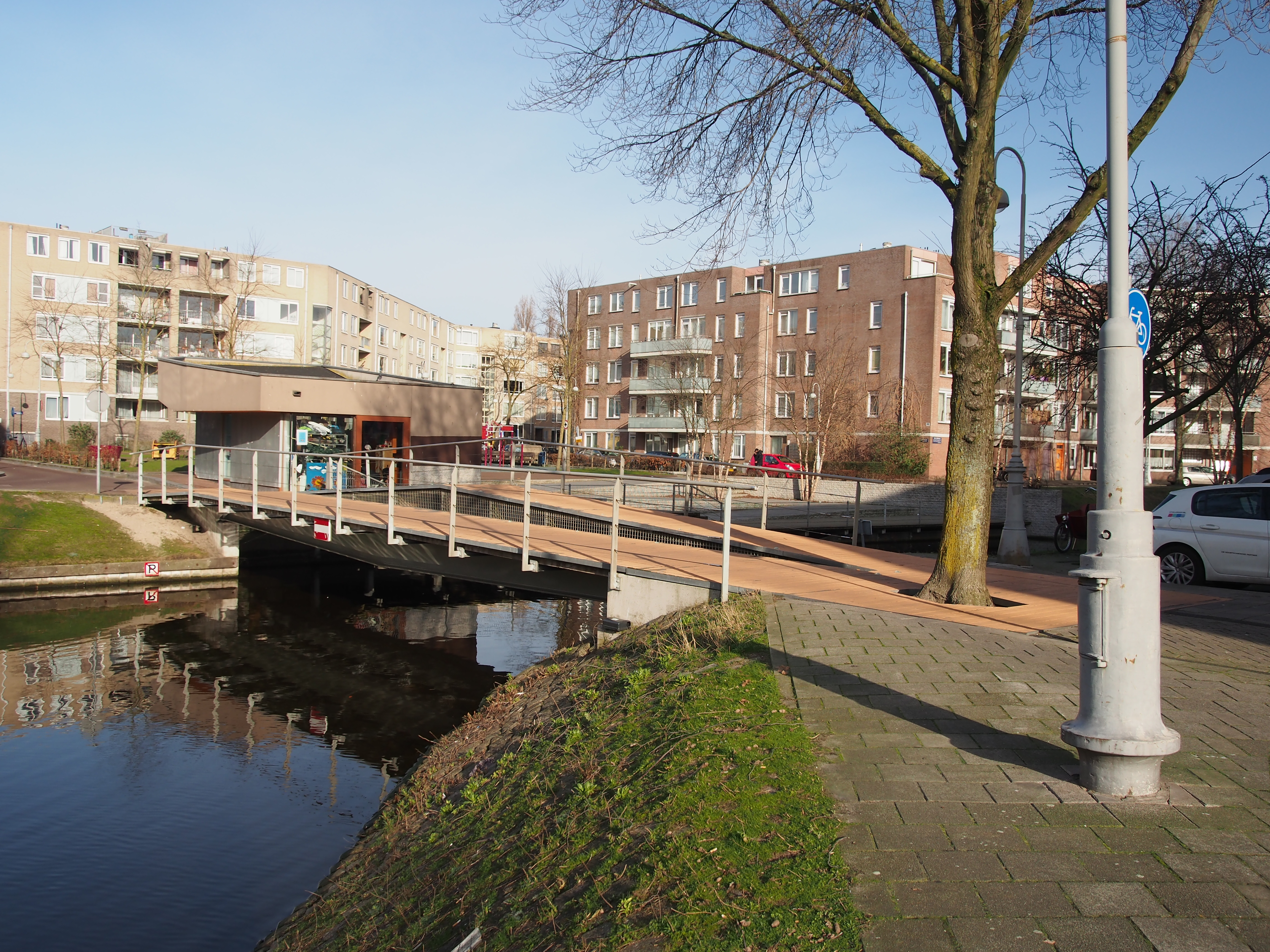
Brug, kiosk en plein (maart 2017)

Voor wat betreft de gebouwen ligt het plein als een enclave van relatieve nieuwbouw uit de jaren tachtig aan het plein en de omgeving in de oudbouw van de Spaarndammerbuurt. De huisnummers lopen op van 1 tot en met 97;nummer 40 is echter het hoogste even huisnummer. Architectenbureau Treffers cs drukte bij herinrichting van de wijk een grote stempel op het aangezicht van de omgeving en zo ook aan het plein.
Uitzondering is een kioskachtig bouwwerk die dienst doet als speelgoeduitleen en af en toe als buurtcentrum, maar als een soort brugwachterhuis naast de brug staat. Deze dateert 2007/2008 en is ontworpen door Gerrit de Vries. De vorm van het gebouw is geïnspireerd op een suikerkristal. Het gebouwtje met een vloeroppervlak van 40 m² vormt een geheel met brug 1909 en zijn samen gebouwd. De weergave van kristallen zijn ook te vinden in glaspartijen in de bouw uit de jaren tachtig.